# Regensburg
Regensburg är en kretsfri stad i den östra delen av det tyska förbundslandet Bayern. Folkmängden uppgår till cirka 159 000 invånare, vilket gör den till Bayerns fjärde största stad efter München, Nürnberg och Augsburg. Staden ligger omkring 90 kilometer sydost om Nürnberg och omkring 100 kilometer nordost om München. Floden Donau rinner genom staden. Motorvägarna A3 och A93 korsar varandra i staden.
Regensburg är en av de äldsta städerna i Tyskland. I skriftliga källor nämns platsen som ett romerskt kastell omkring år 80. Stadens historiska stadskärna är fortfarande i stort sett intakt eftersom inga egentliga bombangrepp genomfördes mot själva staden under andra världskriget. Däremot anfölls Messerschmittverken strax utanför staden med stor kraft. Staden har präglats av furstehuset Thurn und Taxis.
År 1965 grundades universitetet och en fackhögskola började sin verksamhet 1971. År 1960 iordningställdes en ny hamn, Östhamnen, och 1978 färdigställdes Main-Donau-kanalen. År 1986 startade BMW tillverkning av sin 3-serie i Regensburg. Fabriken sysselsätter 10 000 personer.

## Idrott
Stadens största fotbollslag heter SSV Jahn Regensburg.

## Personligheter
- Benediktus XVI
- Konrad von Megenberg (1309-1374)
- Thurn und Taxis